# Ромоли, Марина
Марина Ромоли (итал. Marina Romoli, род. 9 июня 1988, Реканати, Марке) — итальянская бывшая шоссейная и трековая велогонщица. В 2006 году она стала вице-чемпионкой мира по шоссейным гонкам среди юниоров. В 2010 году в результате несчастного случая во время тренировки она получила тяжёлые травмы и стала инвалидом-колясочником. Президент ассоциации The Marina Romoli Onlus, оказывающей помощь бывшим спортсменам с тяжёлыми травмами спинного мозга.

## Биография

### Спортивная карьера
В 2006 году Марина Ромоли завоевала серебряную медаль в шоссейной гонке на чемпионате мира среди юниоров (до 19 лет) в Спа. В том же году она заняла второе место в чемпионате Италии по шоссейным гонкам среди юниоров. На национальном чемпионате по велоспорту на треке среди юниоров в Бассано-дель-Граппа она стала чемпионкой Италии в гонке по очкам, заняла второе место в скрэтче, а также четвёртое место в кейрине.
В следующем году она стала подписала контракт с профессиональной командой Menikini-Selle Italia, под управлением Вальтера Зини и возглавляемой Фабианой Луперини. Она оставалась там до середины сезона 2009 года, а затем присоединилась к команде Safi-Pasta Zara. В первый год своей профессиональной карьеры она заняла десятое место в Туре Бохума. На треке она стала третьей в гонке по очкам чемпионата Италии и четвёртой в спринте.
В 2008 году её лучшим результатом стало третье место на Гран-при Эльзи Якобс в Люксембурге. В том же году, в апреле, она выиграла шестое издание Trofeo Comune di Fermo, гонки для юниоров и спортсменов до 23 лет. В 2009 году она заняла восьмое место на чемпионате Италии по шоссейному велоспорту и десятое место на чемпионате Европы по шоссейному велоспорту среди спортсменов до 23 лет.

### Несчастный случай
1 июня 2010 года она попала в серьёзную аварию в провинции Лекко. Во время тренировки в рамках подготовки к Гран-при Вальядолида, этапу Кубка мира, она ехала с двумя велосипедистами-любителями (её женихом, Маттео Пелукки, и Самуэле Конти). Однако, двигаясь по улице Статале в Айруно, она не смогла объехать небольшой автомобиль Chevrolet под управлением местной жительницы, которая, доехав до перекрёстка с улицей Постале Веккья, повернула налево, чтобы выехать на боковую дорогу, тем самым перекрыв дорогу встречному велосипедисту. Столкновение было неизбежным. Марина ударилась о правую сторону автомобиля, пробила боковое стекло и упала за автомобилем. Первую помощь ей оказал Маттео Пелукки. Марина лежала на земле, без сознания, с глубокими ранами на лице. По тревоге оперативно прибыла скорая помощь и доставила её в больницу в Лекко. Отсюда её вертолётом доставили в больницу Сан-Раффаэле в Милане. В результате удара Марина пробила лёгкое, получила глубокие травмы лица и тяжёлую травму позвоночника с переломом некоторых позвонков. В целях предосторожности Марина была помещена в фармакологическую кому. Марина провела девять часов в операционной, и для восстановления части её лица, пострадавшей в результате сильного удара, потребовалось наложить 500 швов. Эта катастрофа вынудила её пользоваться инвалидной коляской.
Несколько месяцев спустя, на чемпионате мира в Мельбурне, восемь итальянок на старте — Гудерцо, Берлато, Бронцини, Каллови, Ноэми Кантеле, Карретта, Патуццо и Таманини — каждая надела перчатки с буквами, которые составляли слова «Marina Go». На финише Джорджия Бронцини, обладательница титула чемпионки мира, нарисовала пальцами контур сердца, посвятив его своей соотечественнице.
После несчастного случая Марина и другие её соратники основали ассоциацию Marina Romoli Onlus: некоммерческую добровольную организацию, целью которой является финансирование исследований, направленных на поиск лекарств от травмы спинного мозга. Ассоциация была основана в 2011 году и оказывает финансовую помощь велосипедистам, ставшим инвалидами в результате дорожных аварий, в реабилитации и очень дорогом лечении, а также собирает средства на исследовательские проекты по травмам спинного мозга. Марина является президентом этой ассоциации.

### Личная жизнь
В 2021 году Марина Ромоли с отличием окончила Болонский университет по специальности «неврология». Её исследования были посвящены травматическим повреждениям спинного мозга у спортсменов и их долгосрочным последствиям. Она стремится разработать тесты, с помощью которых можно будет выявлять травмы на ранней стадии.
После отношений с велосипедистом Маттео Пелукки они расстались в 2014 году.

## Достижения

### Шоссе
2006
 Чемпионат мира среди юниоров — групповая гонка U19
2-я на чемпионате Италии — групповая гонка U19
2008
Trofeo Comune di Fermo
3-я на Гран-при Эльзи Якобс
2009
10-я на Чемпионате Европы — групповая гонка U23

### Трек
2006
 Чемпионат Италии — гонка по очкам U19
2-я на Чемпионате Италии — скрэтч U19
2007
3-я на Чемпионате Италии — гонка по очкам

## Рейтинги
| Год                 | 2009  | 2010  |
| ------------------- | ----- | ----- |
| Мировой рейтинг UCI | 128-й | 291-й |
|                     |       |       |
| Источник: UCI       |       |       |

## Награды
- Oscar TuttoBici des juniors[итал.] : 2006
- Prix Gino Bartali[итал.] : 2013